# Paul Dienes
Paul Dienes (Tokaj, Áustria-Hungria, 24 de novembro de 1882 — 23 de março de 1952) foi um matemático e poeta húngaro.
De 1921 a 1923 foi lecturer na University College, Swansea. De 1923 a 1948 foi professor de matemática do Birkbeck College, onde dentre seus estudantes constam Ralph Henstock e Abraham Robinson. 